# Mads Kiib
Mads Secher-Kiib (født 1. september 1977 i Aalborg) er en dansk tidligere håndboldspiller, der sidst spillede for Fredericia HK i Håndboldligaen. Han har tidligere spillet for  Vadum IF, AaB, HSC Bad Neustadt, TSG Ossweil. Han indstillede elitekarrieren i 2011. Mads Kiib blev senere lærer på Erritsø fællesskole i Fredericia og har været ungdomstræner i Fredericia HK.